# Coryphaenoides woodmasoni
Coryphaenoides woodmasoni es una especie de pez de la familia Macrouridae en el orden de los Gadiformes.

## Morfología
• Los machos pueden llegar alcanzar los 53 cm de longitud total.

## Hábitat
Es un pez de aguas profundas que vive entre 1240-1.829 m de profundidad.

## Distribución geográfica
Se encuentra al norte del subcontinente indio.